# Ahmet Çalık
Ahmet Yılmaz Çalık (Yenimahalle, 26 de fevereiro de 1994 — Ancara, 11 de janeiro de 2022), mais conhecido por Ahmet Çalik, foi um futebolista profissional turco, que atuava como zagueiro.
Ao longo de sua carreira, defendeu as cores do Gençlerbirliği, Galatasaray e Konyaspor, além de ter sido convocado algumas vezes para atuar pela Seleção Turca de Futebol em partidas oficiais e amistosas. 
Çalık morreu em 11 de janeiro de 2022, aos 27 anos, em um acidente de automóvel.

## Carreira
Nascido em Ancara, cresceu nas categorias de base do Gençlerbirliği, tradicional clube da capital Ancara, por onde estreou na Süper Lig na temporada 2013–14. 
Em janeiro de 2017, foi vendido ao gigante local Galatasaray por € 2,5 milhões.

### Seleção Turca
Çalık representou a Turquia no Campeonato Sub-19 da UEFA de 2013 e na Copa do Mundo Sub-20 de 2013.
Na seleção principal, em 6 de novembro de 2015, foi selecionado para a seleção principal para jogar partidas amistosas contra Catar e Grécia, respectivamente. Ele fez sua estreia no empate com os gregos em 0–0.
Fez parte do elenco da Seleção Turca de Futebol da Eurocopa de 2016.
Ele marcou seu 1º gol pela seleção principal na vitória em partida amistosa disputada contra a Moldávia em março de 2017. Este também foi seu último jogo internacional como jogador de sua seleção nacional.

## Estatísticas

### Gols pela Seleção
| No. | Data                | Local                                             | Adversário | Placar (Gol) | Placar Final | Competição |
| --- | ------------------- | ------------------------------------------------- | ---------- | ------------ | ------------ | ---------- |
| 1   | 27 de março de 2017 | Novo Estádio de Esquixequir, Esquixequir, Turquia | Moldávia   | 2–0          | 3–1          | Amistoso   |

## Títulos
Galatasaray
- Superliga Turca: 2017–18 , 2018–19
- Copa da Turquia: 2018–19
- Supercopa da Turquia: 2019